# Plataforma petrolífera

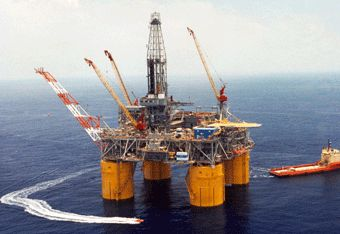
Plataforma Mars, com 990,6 metros de altura é uma das maiores estruturas do planeta.

Uma plataforma petrolífera pode ser de duas maneiras, em terra firme recebe o nome de plataforma "on-shore" e no mar recebe o nome de plataforma "off-shore" e é uma grande estrutura usada na perfuração em alto mar para abrigar trabalhadores e as máquinas necessárias para a perfuração de poços no leito do oceano para a extração de petróleo e/ou gás natural, processando os fluidos extraídos e levando os produtos, de navio, até a costa. Dependendo das circunstâncias, a plataforma pode ser fixada ao solo marinho, pode consistir de uma ilha artificial ou pode flutuar.

## Tipos
De acordo com a finalidade que se destina e a profundidade da lâmina d'água em que irá atuar, as plataformas podem ser:

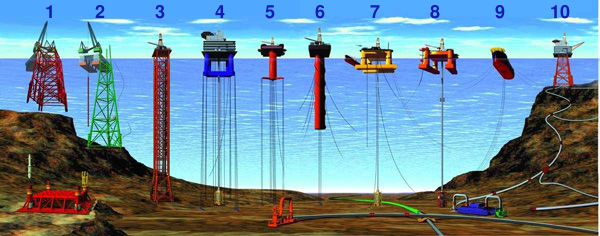
Tipo de plataformas petrolíferas.

- Plataformas fixas têm sido as preferidas nos campos localizados em lâminas d'água de até 300 metros. Geralmente as plataformas fixas são constituídas de estruturas modulares de aço, instaladas no local de operação sob estruturas chamadas jaquetas, presas com estacas cravadas no fundo do mar. As plataformas fixas são projetadas para receber todos os equipamentos de perfuração, estocagem de materiais, alojamento de pessoal, bem como todas as instalações necessárias para a produção dos poços. Não tem capacidade de estocagem de petróleo ou gás, tendo o mesmo que ser enviado para a terra através de oleodutos e gasodutos.
- Plataformas autoelevatórias ou Autoeleváveis (Jack-up rig) - são constituídas basicamente de uma balsa equipada com estrutura de apoio, ou pernas, que, acionadas mecânica ou hidraulicamente, movimentam-se para baixo até atingirem o fundo do mar. Em seguida, inicia-se a elevação da plataforma acima do nível da água, a uma altura segura e fora da ação das ondas. Essas plataformas são móveis, sendo transportadas por rebocadores ou por propulsão própria. Destinam-se à perfuração de poços exploratórios na plataforma continental, em lâminas d`água que variam de 5 a 130 metros.
- Plataforma de pernas atirantadas (Tension-Leg Plataform - TLP) - são unidades flutuantes utilizadas para a produção de petróleo. Sua estrutura é bastante semelhante à da plataforma semissubmersível. Porém, sua ancoragem ao fundo mar é diferente: as TLPs são ancoradas por estruturas tubulares, com os tendões fixos ao fundo do mar por estacas e mantidos esticados pelo excesso de flutuação da plataforma, o que reduz severamente os movimentos da mesma. Desta forma, as operações de perfuração, completação e produção das TLPs são semelhantes às executadas em plataformas fixas.

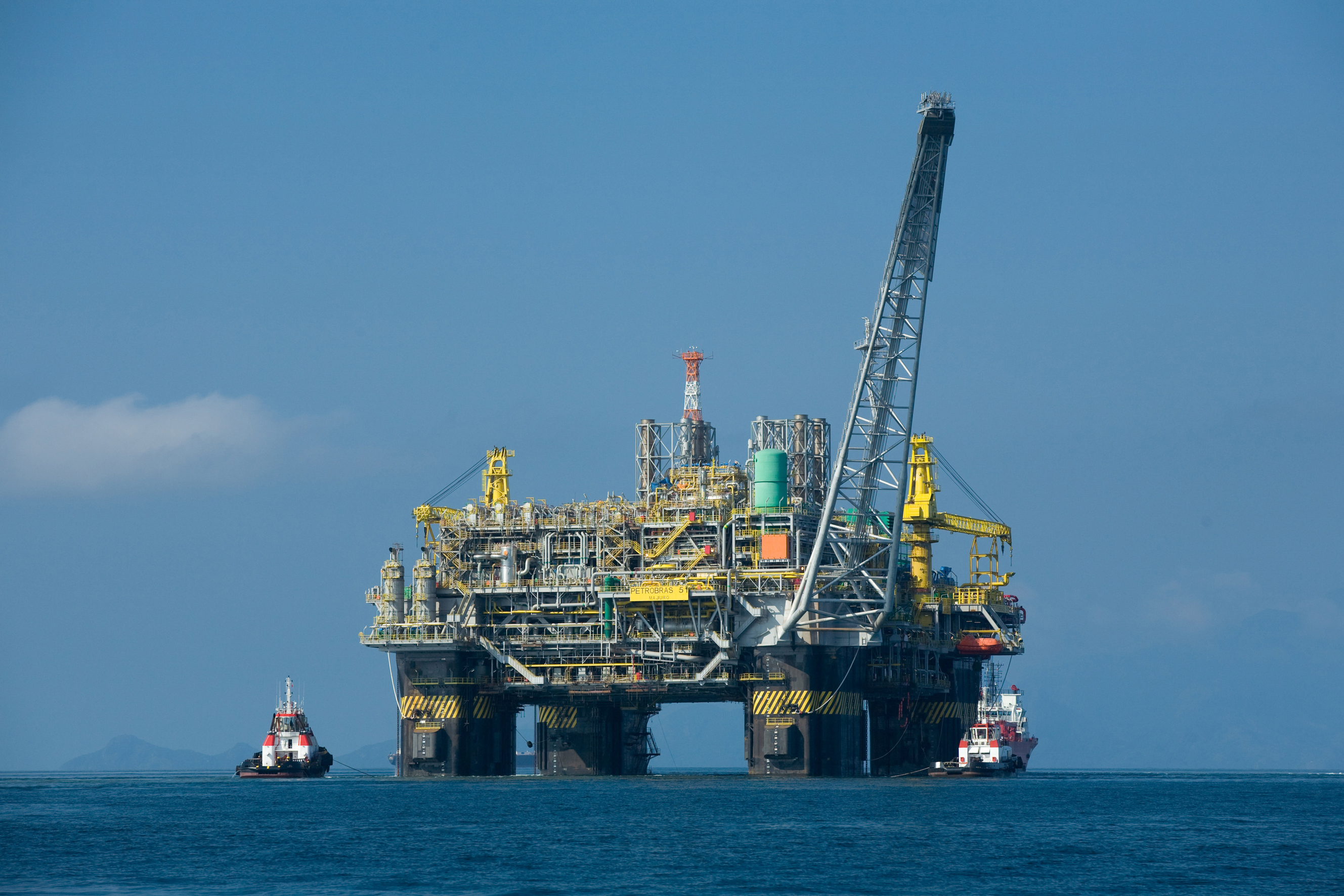
A plataforma P-51, da Petrobras, um tipo de plataforma semissubmersível.

- Plataformas Semissubmersíveis (Semi-Sub Plataform)- são compostas de uma estrutura de um ou mais conveses, apoiada em flutuadores submersos. Uma unidade flutuante sofre movimentações devido à ação das ondas, correntes e ventos, com possibilidade de danificar os equipamentos a serem descidos no poço. Por isso, torna-se necessário que ela fique posicionada na superfície do mar, dentro de um círculo com raio de tolerância ditado pelos equipamentos de subsuperfície. Dois tipos de sistema são responsáveis pelo posicionamento da unidade flutuante: o sistema de ancoragem e o sistema de posicionamento dinâmico.

O sistema de ancoragem é constituído de 8 a 12 âncoras e cabos e/ou correntes, atuando como molas que produzem esforços capazes de restaurar a posição do flutuante quando é modificada pela ação das ondas, ventos e correntes.
No sistema de posicionamento dinâmico, não existe ligação física da plataforma com o fundo do mar, exceto a dos equipamentos de perfuração. Sensores acústicos determinam a deriva, e propulsores no casco acionados por computador restauram a posição da plataforma.
As plataformas semissubmersíveis podem ou não ter propulsão própria. De qualquer forma, apresentam grande mobilidade, sendo as preferidas para a perfuração de poços exploratórios.
- Navios-sonda - é um navio projetado para a perfuração de poços submarinos. Sua torre de perfuração localiza-se no centro do navio, onde uma abertura no casco permite a passagem da coluna de perfuração. O sistema de posicionamento do navio-sonda, composto por sensores acústicos, propulsores e computadores, anula os efeitos do vento, ondas e correntes que tendem a deslocar o navio de sua posição.

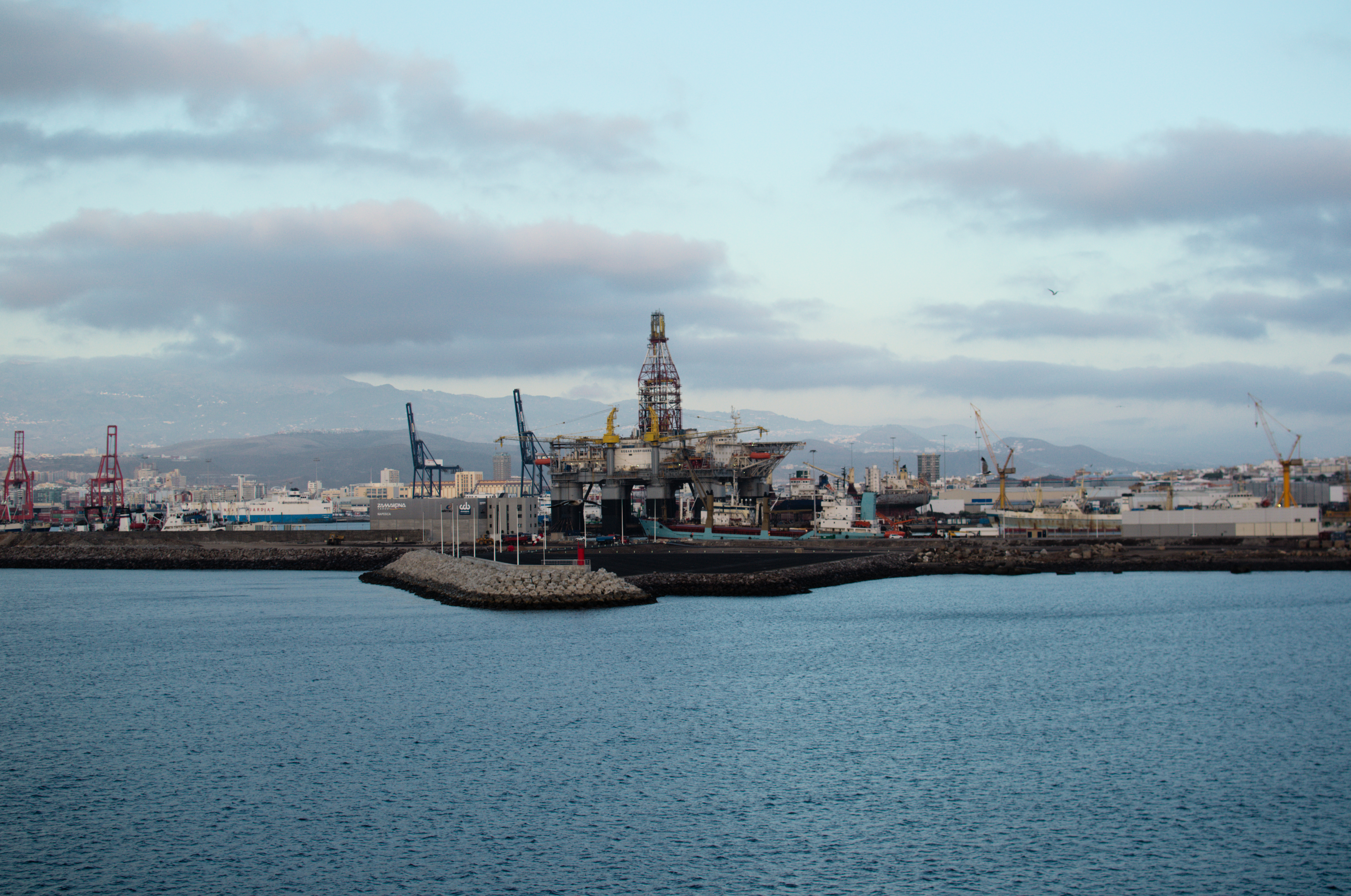
Vista do Porto de Las Palmas a partir da barragem de La Esfinge

- Sistemas flutuantes de produção (FPS - Floating Production Systems) - são navios, em geral de grande porte, com capacidade para produzir, processar e/ou armazenar petróleo e gás natural, estando ancorados em um local definido. Em seus conveses, são instaladas plantas de processo para separar e tratar os fluidos produzidos pelos poços. Depois de separado da água e do gás, o petróleo produzido pode ser armazenado nos tanques do próprio navio e/ou transferido para terra através de navios aliviadores ou oleodutos. O gás comprimido é enviado para terra através de gasodutos e/ou reinjetado no reservatório. Hoje temos um novo conceito de FPSO que é uma plataforma com formato circular, este formato é revolucionário, pois traz maior estabilidade e menor custo de construção podendo assim viabilizar campos petrolíferos de baixa produção em águas profundas ou em ambientes oceânicos severos, essas plataformas podem ser ancoradas ou com sistema DP(Dynamic Positioning) onde ela dispensa o sistema tradicional de ancoragem permanecendo estacionária através do uso de propulsores comandados por computadores e usando informações de posição através de sistemas GPS. Esse projeto foi concebido e realizado pela empresa norueguesa de projetos Sevan Marine. A primeira plataforma construída segundo esse projeto é o FPSO Sevan Piranema, cujo casco foi montado na China no estaleiro Yantai-Raffles, e o término da sua construção foi feita no estaleiro Kèppel Verolme na Holanda. Essa plataforma opera no campo de Piranema no estado brasileiro de Sergipe, capital Aracaju, desde meados do ano de 2007.

Os principais tipos de FPS são:
- - FPO - As FPOs (Floating Production and Offloading) são Unidades Flutuantes de Produção e Descarga.
  - FPSO - As FPSOs (Floating Production, Storage and Offloading) são Unidades Flutuantes de Produção, Armazenamento e Descarga.
  - FSU - As FSUs (Floating Storage Unity) são Unidades Flutuantes de Armazenamento.

As maiores FPSs têm capacidade de processo em torno de 200 mil barris de petróleo por dia, com produção associada de gás de aproximadamente 2 milhões de metros cúbicos por dia.

### Incidentes
A exploração de petróleo offshore pode levar a incidentes e acidentes perigosos. 